# Johan Stjernström
Johan Stjernström es un deportista sueco que compitió en vela en la clase Tornado. Ganó dos medallas en el Campeonato Europeo de Tornado, bronce en 1976 y oro en 1982.

## Palmarés internacional
| Campeonato Europeo | Campeonato Europeo       | Campeonato Europeo | Campeonato Europeo |
| Año                | Lugar                    | Medalla            | Clase              |
| ------------------ | ------------------------ | ------------------ | ------------------ |
| 1976               | Medemblik (Países Bajos) | Medalla de bronce  | Tornado            |
| 1982               | Torbole (Italia)         | Medalla de oro     | Tornado            |